# Nancy Hemenway Barton
Pour les articles homonymes, voir Barton.
Nancy Hemenway Whitten Barton (née le 19 juin 1920 à Boothbay Harbor et morte le 23 février 2008 à Washington) est une artiste américaine, musicienne, peintre et artiste textile. Elle est surtout connue pour les tapisseries qu'elle crée à partir de toutes sortes de tissus, organdi, velours, mohair, alpaga, dentelle. Elle a inventé une forme d'art qu'elle appelle bayetage, une combinaison de laines, de chiffons et de collage. Ses œuvres suggèrent souvent les textures de la nature qui est sa source d'inspiration privilégiée.
Nancy Hemenway Barton a eu des expositions individuelles dans plus de 20 musées à travers le monde et ses œuvres sont conservées dans de nombreuses collections.  

## Jeunesse
Née Nancy Hemenway Whitten le 19 juin 1920 à Boothbay Harbor, dans le Maine, elle grandit dans une petite ferme du Massachusetts. Son père est architecte et sa mère, aquarelliste. Elle est major de sa promotion à la Foxboro High School en 1937.  
Pianiste, elle bénéficie d'une bourse pour étudier la musique au Wheaton College de Norton, Massachusetts, et obtient son diplôme en 1941. Nancy Hemenway Barton étudie ensuite composition musicale à l'Université Harvard avec Walter Piston .  
Au début des années 1950, elle étudie le dessin et l'aquarelle à Madrid avec l'artiste espagnol, Pierre Mathieu,. Puis, quelques années plus tard, de retour aux États-Unis, elle étudie et travaille à l'Art Students League de New York puis, obtient une maîtrise en poésie lyrique espagnole de l'Université de Columbia. 
En 1942, elle épouse un ami d'enfance, récemment nommé dans les Marines, le Lieutenant Robert D. Barton. Après la Seconde Guerre mondiale, il rejoint le service extérieur et, au fil des ans, ils vivent en Uruguay, en Argentine, au Mexique, en Bolivie, en Espagne et en République dominicaine. Ils résident également à Bronxville et à Washington, DC. Le couple a trois fils: Bradford, William et Frederick.

## Carrière artistique

### La peinture
Nancy Hemenway  se consacre d'abord à l'aquarelle, elle peint principalement des paysages et des portraits. Après ses cours à l'Art Students League, elle commence à utiliser la peinture à l'huile, le plus souvent pour des natures mortes, des portraits et des peintures abstraites. Ses publications incluent: un volume de poésie (Abundance), un journal de son processus créatif (Remembrance and Song), et des catalogues qui accompagnent deux de ses principales expositions itinérantes (Aqua Lapis, Embroidered Wall Sculptures  et New England Light). 
Elle signe ses peintures du nom de Bart Hemenway, laissant penser qu'elle est un homme, ce qui lui donne davantage de chances dans un univers, l'aquarelle, dominé par le genre masculin. Ce n'est qu'à partir des années 1970, et les avancées des droits des femmes, qu'elle signe ses travaux Nancy Hemenway Barton. 

### La tapisserie
La tapisserie est cependant sa technique de référence. Elle crée des tapisseries très originales, à partir de laine d'agneau, de lin, de mohair, d' alpaga et de karakul. En 1966, la livraison de ses fournitures en transit vers La Paz, en Bolivie, étant retardée, elle commence à travailler avec des tissus locaux. Lors d'un voyage dans les Hautes Andes, elle rassemble des fils et des morceaux de tissu dans un petit sac, puis ajoute les laines brutes tissées à la main par les paysans boliviens et leur fil teint avec des fleurs sauvages. Avec ces éléments de base et en travaillant avec des aiguilles à coudre au lieu de pinceau, elle crée le bayetage, un terme qui combine le mot espagnol bayeta, et le mot collage et qu'elle décrit comme un collage de tissage et de fibres,.  
C'est à ce moment-là qu'elle commence à travailler intensivement le textile. Le Ministre bolivien de la culture facilite l'organisation d'une exposition individuelle dans les deux principales galeries du Musée national bolivien.   
Ses tentures murales sont d'abord une célébration de la culture locale et des traditions précolombiennes des cultures indiennes d'Amérique du Sud, puis évoluent avec l'ajout de représentations de la nature aux États-Unis, en particulier des côtes rocheuses du Maine.  
Dans un texte pour son catalogue Textures of the Earth (1978), le critique d'art du Washington Star Benjamin Forgey écrit : « Observation minutieuse de faits visuels spécifiques; entretien soigneux d'expériences personnelles authentiques; traduction habile de ces impressions visuelles et émotionnelles en de nouvelles formes tactiles - ce sont les facettes essentielles de la création artistique de Nancy Hemenway. C'est une entreprise habile et poétique qui produit les résonances évocatrices que l'on peut trouver dans ces tapisseries inhabituelles. ». 
Edward Maeder, qui a organisé l'exposition individuelle de Nancy Hemenway au Los Angeles County Museum of Art en 1988, écrit : « Pour Hemenway, la lumière et l'espace sont cruciaux et inséparables. La lumière hivernale en Nouvelle-Angleterre est un sujet de grande fête avec les contrastes de la neige, de l'épinette et du ciel contre la mer. Ces images ont inspiré les couleurs vives de son travail le plus récent » .
En 1992, avec Tipi Waterfall, elle commence à travailler en trois dimensions. Le tipi fait 2,7 mètres de haut et 1,9 mètre de large, il est fait de laine de karakul, de broderies de mohair sur de la laine tissée à la main.  
Le Wheaton College possède sa tapisserie Elements II. Le Metropolitan Museum of Art à New York, le Farnsworth Art Museum dans le Maine, le Los Angeles County Museum, l'Art Institute of Chicago et le Edinburgh City Art Center, en Écosse, et d'autres collections publiques et privées à travers le monde possèdent des œuvres de Nancy Hemenwy Barton. Une exposition rétrospective, "Ahead of Her Time" est organisée à la University of New England Gallery à Portland, Maine à l'automne 2017, en collaboration avec la Fondation Hemenway. L'exposition comprend les premières aquarelles, les portraits à l'huile et les grands textiles. 
Une liste étendue de ses expositions et des musées qui ont acquis des œuvres de Nancy Hemenway Barton est disponible dans le catalogue de l'exposition de 2017. Il présente également de nombreuses photos de ses travaux. 
Nancy Hemenway Barton décède à l'âge de 87 ans à Washington de complications de la maladie d'Alzheimer.

## Reconnaissance
Hemenway est artiste résidente à la Fondation Cummington et membre de l' American Academy de Rome et de la Djerassi Foundation. Elle a été honorée par le Westbrook College avec le prix Deborah Morton et, en 1983, reçoit un diplôme honorifique du Wheaton College.   
Elle donne des conférences dans toute l'Afrique sous les auspices de l'United States Information Agency (USIA) et avec une bourse du National Endowment for the Arts.  
Des vidéos de son processus créatif et de son travail en atelier ont été conservées avec une collection substantielle de ses dossiers, enregistrements et correspondance par la Fondation Hemenway. 
Elle a été une voix pour les droits des femmes et a encadré de nombreuses jeunes femmes artistes qui cherchaient à équilibrer leur carrière et leur vie personnelle. Elle a organisé des enseignements dans plusieurs des pays où elle a séjourné. Durant les années 1968-1972, alors qu'elle vit au Guatemala, elle fonde l'école  de broderie, San Esteban Martir[pas clair]. Au Mexique également, elle a fondé une école de broderie dans un petit village près de Guadalajar.  Les écoles qu'elle a fondées sont destinées aux jeunes filles qui y apprennent les points de broderie, et leur permettent de vendre leur production.